# Ponte a Serraglio
Ponte a Serraglio è una frazione del comune italiano di Bagni di Lucca, nella provincia di Lucca, in Toscana.
A Ponte a Serraglio si trova uno dei primi casinò d'Europa, risalente al 1839; dall'8 agosto 2009 è stato riaperto come primo casinò elettronico Kulstar d'Italia. È stata anche inaugurata la passerella pedonale che collega il lato del fiume del casinò a quello dove è presente Villa Fiori, e alcuni hotel turistici.

## Monumenti e luoghi d'interesse

### Architetture religiose
- Chiesa del Santissimo Crocifisso (1544)[2][3]
- Cappella Demidoff[2]
- Oratorio della Madonna del Carmine[4]

### Architetture civili
- Ospedale Demidoff[2]
- Villa Fiori[2]